# Ezequiel Montes (Querétaro)

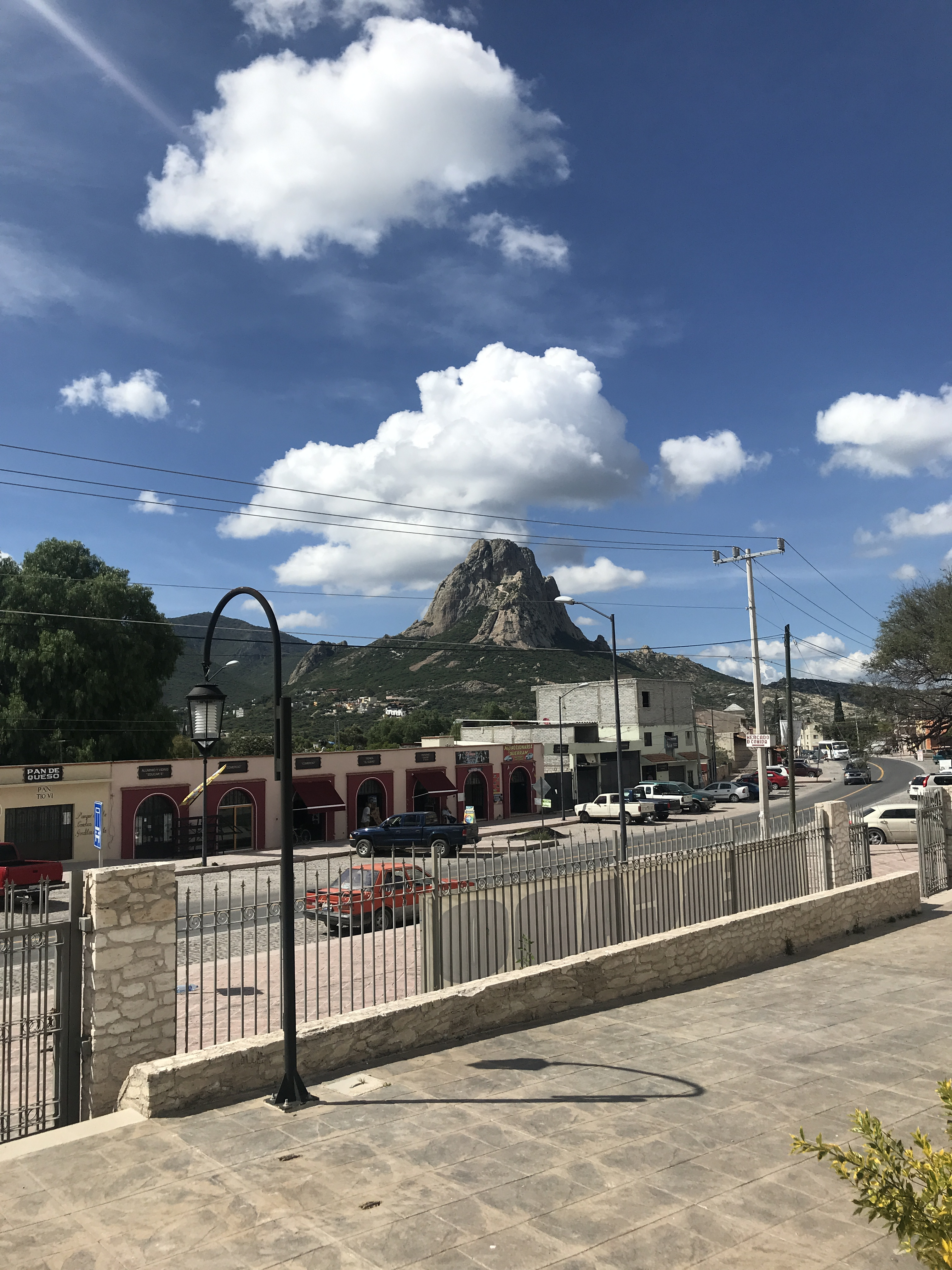
Vista de la Peña de Bernal desde Ezequiel Montes

Ezequiel Montes es una ciudad del estado mexicano de Querétaro. Está ubicada al centro del estado y tiene alrededor de 40,003 habitantes.

## Toponimia
Esta ciudad, cabecera del municipio de Ezequiel Montes, originalmente fue un rancho llamado San Nicolasito y era de la Cofradía de San Nicolás Tolentino. Entonces era parte del municipio de Cadereyta. El nombre cambió a Corral Blanco por las bardas de piedra caliza que delimitaban el corral, parte de lo que ahora es el centro de la ciudad. Julián Velázquez Feregrino junto con Pedro Vega compraron el rancho en 1861, trayendo a vivir su familia en él, por lo que se le considera el fundador de la ciudad. En septiembre de ese año hizo una fiesta a la que acudieron amigos de poblados vecinos. Al anochecer fueron asaltados y esto hizo que los invitara a vivir ahí, ofreciéndoles terrenos. Así llegaron las primeras siete familias al lugar. La ganadería y agricultura fueron las primeras actividades y luego el comercio cobró importancia por ser lugar de paso hacia la sierra. En 1920 Corral Blanco cambió del nombre a Villa de Ezequiel Montes en honor de Don Ezequiel Montes Ledesma, nacido en la vecina Cadereyta en 1820. Fue abogado, catedrático, diputado, Secretario de Estado, Secretario de Relaciones Exteriores y Ministro de México ante la Santa Sede.

## Economía
La ganadería, el comercio, y el turismo son las principales actividades. La feria local es en abril, con su expo artesanal, comercial y ganadera.
A pesar de tener una población pequeña, esta se caracteriza por su hospitalidad, su don de gente, así que cualquier visitante se sentirá inmediatamente como en casa. El pueblo mágico de Bernal pertenenece al municipio, es reconocido por ser unas de las trece maravillas de México (esto por votación popular), aquí todos los fines de semana al pie de la peña hay un espectáculo de fuentes danzarinas. También se cuenta con diferentes balnearios que puedes disfrutar con toda tu familia. 
[México organizó a La Fuerza Aérea Expedicionaria Mexicana (FAEM), enviando al Escuadrón 201 a combatir en los frentes de guerra contribuyendo en la liberación de Filipinas durante la Segunda Guerra Mundial, en este municipio descansan los restos de un combatiente de guerra, miembro del Escuadrón 201, Mayor Armando Rodríguez Contreras]
El centro de la ciudad se encuentra a 20°39′57″ N y a 99°53′53″ O.